# 돈파치
《돈파치》는 일본 기업 케이브가 제작한 일련의 진행형 슈팅 게임 시리즈이다. 전 토아플랜 개발자들을 주축으로 개발된 게임으로 1995년 《돈파치》로 시작했다.

## 게임
- 《돈파치》 (1995)
- 《도돈파치》 (1997)
- 《도돈파치 II》 (2001)
- 《도돈파치 대왕생》 (2002)
- 《도돈파치 대부활》 (2008)
- 《도돈파치 맥시멈》 (2012)
- 《도돈파치 최대왕생》 (2012)

### 내용주
1. ↑  일본어: 首領蜂, 영어: DonPachi